# Tegalharjo (Glenmore)
Tegalharjo is een bestuurslaag in het regentschap Banyuwangi van de provincie Oost-Java, Indonesië. Tegalharjo telt 10.799 inwoners (volkstelling 2010).